# Stemmops nigrabdomenus
Stemmops nigrabdomenus là một loài nhện trong họ Theridiidae.
Loài này thuộc chi Stemmops. Stemmops nigrabdomenus được Chuandian Zhu miêu tả năm 1998.